# Saint-Aubin-de-Blaye
 Saint-Aubin-de-Blaye egy francia település Gironde megyében az Aquitania régióban. Lakosainak száma 843 fő (2022. január 1.).

## Földrajz
Saint-Aubin-de-Blaye Étauliers, Braud-et-Saint-Louis, Reignac, Saint-Ciers-sur-Gironde és Val-de-Livenne községekkel határos.

## Adminisztráció
Polgármesterek:
- 2001–2020 Bernard Bournazeau (PS)

## Demográfia
| Lakosok száma | 603  | 605  | 630  | 733  | 813  | 830  | 821  | 866  | 846  | 843  |
|               | 1968 | 1982 | 1990 | 2006 | 2013 | 2015 | 2017 | 2019 | 2020 | 2022 |